# Joseph Connolly
Pour les articles homonymes, voir Connolly.
Joseph Connolly, né le 23 mars 1950, est un écrivain britannique contemporain.

## Biographie
Joseph Connolly est né en 1950 en Angleterre. Ancien libraire à Hampstead, en Angleterre, il dirige pendant 15 ans une librairie, The Flask Bookshop, avant de se décider à prendre lui-même la plume. Outre des biographies de Jerome K. Jerome et de P. G. Wodehouse, il publie plusieurs romans à succès.
En 2002, l'acteur et réalisateur Michel Blanc a adapté un de ses romans, Vacances anglaises (Summer things) au cinéma, sous le titre : Embrassez qui vous voudrez, film choral avec notamment Michel Blanc lui-même, Carole Bouquet, Karin Viard, Charlotte Rampling et Jacques Dutronc, tous ces interprètes qu'il retrouve seize ans plus tard pour une suite, Voyez comme on danse (2018), avec également Jean-Paul Rouve et William Lebghil, suite dans laquelle il imagine un avenir à ses personnages.

### Romans (publiés en France)
- Vacances Anglaises, (Summer things), L'Olivier, 2000
- N'oublie pas mes petits souliers, (Winter break), L'Olivier, 2001
- Drôle de bazar, (Stuff), Gallimard, 2002
- S.O.S., L'Olivier, 2003
- Ca ne peut plus durer (It can't go on), L'Olivier, 2003
- L'amour est une chose étrange (Love is Strange), Flammarion, 2005
- Jack l'Epate et Mary pleine de grâce (Jack the lad and bloody Mary), Flammarion, 2009
- England's Lane, Flammarion, 2013

### Romans non publiés en France à ce jour
- Poor souls, 1995
- This is it, 1996
- The Works, 2003

### Biographies
- P.G. Wodehouse, an illustrated biography (1979)
- Jerome K. Jerome, a critical biography (1982)